# Aeroportul Iliamna
Aeroportul Iliamna (IATA: ILI, ICAO: PAIL, FAA LID: ILI) este un aeroport din Alaska, Statele Unite ale Americii ce deservește zona Iliamna⁠(d). Aeroportul a fost tranzitat în 2019 de 12.892 de pasageri. A fost numit după zona deservită.
Situat la o altitudine de 59 m, aeroportul dispune de 2 piste. Este operat de Alaska Department of Transportation & Public Facilities⁠(d).

## Infrastructură

### Piste
Aeroportul dispune de 2 piste. Pista 07/25 are suprafața de asfalt și dimensiunile 5.086 picioare × 100 picioare. Pista 17/35 are suprafața de asfalt și dimensiunile 4.800 picioare × 100 picioare. 